# Maurice Lennon
Maurice Lennon is een Ierse folkmuzikant. In 1977 was hij een van de oprichters van de bekende folkgroep Stockton's Wing. Nadat de band stopte met optreden, werkte Maurice samen met bekende artiesten zoals: Frank Sinatra, Liza Minnelli, Sammy Davis jr., Stephan Grapelli en Michael Jackson.
Hij trad ook op in de Ierse Film The Field. Hij is ook opgetreden met het Nova Scotia Symphony Orchestra, en het University of Louisiana choir.
Hij begon op zijn dertiende jaar viool te spelen. Op zijn zeventiende werd hij Senior All Ireland Champion.

## Discografie
- Brian Boru - The High King of Tara
- Stockton's Wing
- The Collection
- The Best of Irish Jigs, Reels & Songs (3 CD set)
- Letting Go
- Light in the Western Sky
- Crooked Rose
- Take A Chance
- Stockton's Wing Live - Take One
- Full Flight
- Celtic Roots Revival
- Within a Mile of Kilty (Traditional Music from North Leitrim)
- Ben Lennon & Friends - The Natural Bridge
- American Special (1984/85)